# 집으로 들어가는 길이 좋아
《집으로 들어가는 길이 좋아》는 대한민국의 가수 문현아의 첫 솔로 싱글이자 첫 번째 디지털 싱글이다. 2014년 11월 24일에 발매되었다. 타이틀곡은 <집으로 들어가는 길이 좋아 (Feat. 모야, 호야)>이다.

## 트랙리스트
| #  | 제목                                             | 작사   | 작곡   | 편곡           | 재생 시간 |
| -- | ------------------------------------------------ | ------ | ------ | -------------- | --------- |
| 1. | 〈집으로 들어가는 길이 좋아 (Feat. 모야, 호야)〉 | 문현아 | 문현아 | 구자경, 안진웅 | 4:20      |
| 2. | 〈집으로 들어가는 길이 좋아 (Inst.)〉            |        | 문현아 | 구자경, 안진웅 | 4:20      |

## 평가
아이돌로지의 조성민은 "아이돌 스스로가 인디 팝에 가까운 노래를 부르고 싱글을 내는 것을 평자는 처음 본다. 이 '문현아'가 나인뮤지스의 그 '문현아'가 맞는지 크레딧을 한 번 더 확인했을 정도.궁금해서 일단 추천해본다."며 평가하였다.